# Liste von Gebäuden in Pompeji
Die folgende Tabelle führt die Namen bekannter Gebäude in Pompeji auf. Spalte 1 enthält den in der wissenschaftlichen Literatur meist verwendeten italienischen Namen, Spalte 2 gegebenenfalls den deutschen Namen.
Die Nummern in Spalte 3 entsprechen dem von Giuseppe Fiorelli eingeführten System (regio, insula, domus). Beispiel: Das Haus der Ceii hat die Nummer I 6, 15. Es befindet sich also in Regio I, Insula 6, Haus bzw. Eingang Nr. 15.
Bei der alphabetischen Einordnung und Sortierung werden die Worte Casa bzw. Haus sowie italienische bzw. deutsche Artikel, Konjunktionen und Präpositionen nicht berücksichtigt.
Die Abkürzung MANN bei Fundstücken verweist auf das Museo Archeologico Nazionale in Neapel.

## Plan von Pompeji mit Regio-Nummern
Die hellgrün eingefärbten Bereiche markieren die Grenzen der Regiones (Viertel). Die Insulae (Häuserblöcke) erscheinen magentafarben mit ihren Nummern. Die Karte basiert auf dem 1:5000 Übersichtsplan von Hans Eschebach (siehe Literatur). Die nicht ausgegrabenen Bereiche (Stand 1993) sind grau eingefärbt.

## Liste
| italienischer Name                                                                        | deutscher Name                                                                | Nummer           | Bemerkung |
| ----------------------------------------------------------------------------------------- | ----------------------------------------------------------------------------- | ---------------- | --- |
| A                                                                                         |                                                                               |                  | |
| Casa dell’Adone Ferito                                                                    |                                                                               | VI 7, 18         | |
| Albergo di Sittio                                                                         |                                                                               | VII 1, 44-45     | |
| Casa degli Amanti                                                                         |                                                                               | I 10, 11         | |
| Casa dell’Amor Fatale Casa di Giasone                                                     | Haus des Jason, Haus der verhängnisvollen Liebe                               | IX 5, 18         | Fresko von Jason und Pelias an der Westwand des Tricliniums (MANN).                                                                                 |
| Casa dell’Amore Punito                                                                    |                                                                               | VII 2, 23        | |
| Casa degli Amorini Dorati                                                                 | Haus der vergoldeten Amoretten                                                | VI 16, 7-30      | Besitzer: Gnaeus Poppeus Abitus |
| Casa dell’Ancora                                                                          |                                                                               | VI 10, 7         | |
| Anfiteatro                                                                                | Amphitheater                                                                  |                  | |
| Casa di Anicetus, Casa della pittura dell’ Anfiteatro                                     | Haus des Actius Anicetus                                                      | I 3, 23          | |
| Casa di Apollo                                                                            | Haus des Apollo                                                               | VI 7, 23-24      | |
| Ara Compitalis                                                                            |                                                                               |                  | |
| Casa dell’Ara massima                                                                     | Haus mit dem Bild der Ara Maxima                                              | VI 16, 15-17     | |
| Casa degli Archi                                                                          |                                                                               | I 17, 4          | |
| Casa degli Archi, Casa della Fortuna                                                      | Haus der Fortuna                                                              | IX 7, 20         | |
| Arco di Tiberio o Germanico                                                               |                                                                               |                  | |
| Arco di Caligola                                                                          |                                                                               |                  | |
| Arco di Druso                                                                             |                                                                               |                  | |
| Casa dell’Argenteria                                                                      |                                                                               | VI 7, 20         | |
| Casa di Arianna, Casa dei Capitelli colorati                                              | Haus der farbigen Kapitelle                                                   | VII 4, 31        | |
| Casa con Atrio Tetrastilo                                                                 | Haus des viersäuligen Atriums                                                 | VI 7, 3          | |
| Casa di Aulo Trebio Valente                                                               | siehe Casa di Trebio Valente                                                  | III 2, 1         | |
| B                                                                                         |                                                                               |                  | |
| Casa di Bacco                                                                             | Haus des Bacchus                                                              | VII 4, 10        | |
| Casa del Balcone Pensile                                                                  |                                                                               | VII 12, 28       | |
| Basilica                                                                                  | Basilika                                                                      |                  | |
| Casa del Bell’Impluvio                                                                    | Haus mit dem schönen Impluvium                                                | I 9, 1           | |
| Bisca lusoria                                                                             |                                                                               | VI 14, 28        | |
| Casa del Bracciale d’Oro                                                                  | Haus des goldenen Armreifs                                                    | VI 17, 42        | |
| C                                                                                         |                                                                               |                  | |
| Casa della Caccia Antica                                                                  | Haus der alten Jagd                                                           | VII 4, 48        | |
| Casa del Camillo                                                                          | Haus des Camillus                                                             | VII 12, 23       | |
| Casa dei Capitelli colorati, Casa di Arianna                                              | Haus der farbigen Kapitelle                                                   | VII 4, 31        | |
| Casa dei Capitelli Figurati                                                               | Haus der Figuralkapitelle                                                     | VII 4, 57        | |
| Caserna dei Gladiatori                                                                    | Gladiatorenkaserne                                                            |                  | |
| Casa dei Casti Amanti                                                                     | Haus der keuschen Liebenden                                                   | IX 12, 6-8       | |
| Casa dei Castore e Polluce, Casa dei Dioscuri                                             | Haus der Dioskuren                                                            | VI 9, 6-7        | |
| Casa di Castricio                                                                         | Haus des Castricius                                                           | VII 16, 20       | Besitzer: Maius Castricius |
| Caupona di Amarantus                                                                      | Schänke des Amarantus                                                         | I 9, 111-12      | |
| Caupona di Sotericus                                                                      | Schänke des Sotericus                                                         | I 12, 3          | |
| Casa di Cecilio Giocondo                                                                  | Haus des Caecilius Iucundus                                                   | V 1, 26          | |
| Casa dei Ceii                                                                             | Haus der Ceii                                                                 | I 6, 15          | |
| Casa del Cenacolo                                                                         | Haus des Abendmahlssaales                                                     | V 2, h           | |
| Casa del Centauro                                                                         | Haus des Kentauren                                                            | VI 9, 3-5        | |
| Casa del Centenario                                                                       | Haus der Jahrhundertfeier                                                     | IX 8, 3-6        | |
| Casa di Cerere                                                                            | Haus der Ceres                                                                | I 9, 13          | |
| Casa del Chirurgo                                                                         | Haus des Chirurgen                                                            | VI 1, 7-10-23    | |
| Casa del Cinghiale I                                                                      |                                                                               | VIII 3, 8        | |
| Casa dei Cinque Scheletri                                                                 |                                                                               | VI 10, 2         | |
| Casa di Cipius Pamphilus Felix                                                            |                                                                               | VII 6, 38        | |
| Casa del Citarista                                                                        | Haus des Kitharaspielers                                                      | I 4, 5-25        | |
| Casa delle Colombe a Mosaico                                                              | Haus des Taubenmosaiks                                                        | VII 2, 34        | Haus am Rand der Stadt, an einem Abhang, Fund eines Mosaiks mit der Darstellung von Tauben                                                          |
| Casa della Colonna Etrusca                                                                | Haus der etruskischen Säule                                                   | VI 5, 17         | Säule aus dem 6. Jahrhundert v. Chr., Haus vermutlich auf dem Gelände eines ehemaligen Heiligtums errichtet                                         |
| Complesso dei Riti magici, Casa di Biria                                                  | Haus der magischen Riten                                                      | II 1, 12         | |
| Conceria                                                                                  | Gerberei                                                                      | I 5, 2           | |
| Casa di Cornelio Rufo                                                                     | Haus des Cornelius Rufus                                                      | VIII 4, 15       | |
| Casa del Criptoportico                                                                    | Haus des Kryptoportikus                                                       | I 6, 2           | |
| Casa dei Cubicoli floreali, Casa del frutetto                                             | Haus der mit Blumen ausgemalten Zimmer, Haus des Obstgartens, Haus der Euplia | I 9, 5-7         | |
| E                                                                                         |                                                                               |                  | |
| Edificio di Eumachia                                                                      | Gebäude der Eumachia                                                          | VII 9, 1         | |
| Casa dell’Efebo, Casa di Cornelio Tajates                                                 | Haus des Epheben                                                              | I 7, 9-10        | |
| Casa di Epidius Primus,                                                                   | Haus des Epidius Primuss                                                      | I 8, 14          | Besitzer: Marcus Epidius Rufus |
| Casa di Epidio Rufo, Casa dei Diadumeni                                                   | Haus des Epidius Rufus                                                        | IX 1, 20         | Besitzer: Marcus Epidius Rufus |
| Casa di M. Epidio Sabino                                                                  |                                                                               | IX 1, 22         | Besitzer: Marcus Epidius Sabinus |
| Casa degli Epigrammi                                                                      | Haus der Epigramme                                                            | V 1, 18          | Ausgrabungen 1748, 1875 und 1908. Silbernes Geschirr in der Ala (MANN).                                                                             |
| Casa di Ercole,                                                                           | Haus des Hercules                                                             | VI 7,4/5         | |
| F                                                                                         |                                                                               |                  | |
| Casa del Fabbro                                                                           |                                                                               | I 10, 7          | |
| Casa di Fabio Amandio                                                                     | Haus des Fabius Amandius                                                      | I 7, 2-3         | |
| Casa di Fabio Rufo                                                                        | Haus des Fabius Rufus                                                         | VII 16, 22       | |
| Casa di Fabius Ululitremulus                                                              |                                                                               | IX 13, 5         | Besitzer: M. Fabius Ululitremulus |
| Casa dei Fiori, Casa del Cinghiale, Casa dei Tre Cortili                                  |                                                                               | VI 5, 19         | |
| Casa della Fontana Grande                                                                 |                                                                               | VI 8, 22         | |
| Casa del Fauno, Cassiorum                                                                 | Haus des Fauns                                                                | VI 12, 2-5       | |
| Casa della Fontana Piccola                                                                |                                                                               | VI 8, 23         | |
| Foro triangolare                                                                          |                                                                               |                  | |
| Casa del Forno                                                                            | Haus mit dem Ofen                                                             | VII.12.11        | |
| Casa del Frutteto                                                                         | Haus mit dem Obstgarten                                                       | I 9, 5           | |
| Fullonica                                                                                 | Walkerei                                                                      | VI 14, 21        | |
| Fullonica Stephani                                                                        | Walkerei des Stephanus                                                        | I 6, 7           | |
| Fullonica di Veranius Hypsaeus                                                            | Walkerei des Veranius Hypsaeus                                                | VI 8, 20         | Besitzer: L. Veranius Hypsaeus |
| G                                                                                         |                                                                               |                  | |
| Casa di Gavio Rufo, Casa di Teseo                                                         | Haus des Gavius Rufus                                                         | VII 2, 16        | |
| Casa del Giardino di Ercole                                                               |                                                                               | I 8, 6           | |
| Casa di Gisone                                                                            |                                                                               | IX 5, 21         | |
| Casa di Giulio Polibio                                                                    | Haus des Julius Polybius                                                      | IX 13, 1-3       | |
| Casa dei Gladiatori                                                                       | Haus der Gladiatoren                                                          | V 5, 3           | |
| Casa del Granduca di Toscana                                                              |                                                                               | VII 4, 56        | |
| Casa dei Guerrieri                                                                        |                                                                               | I 3, 25          | |
| Casa del Gruppo dei Vasi di Vetro                                                         |                                                                               | VI 13, 2         | |
| H                                                                                         |                                                                               |                  | |
| Hospitium dei Sulpicii                                                                    | Hospitium von Murecine                                                        |                  | Gästehaus (hospitium) in der Ortschaft Murecine bei Pompeji, nahe der Porta di Stabia. Freskenzyklus mit Musen.                                     |
| I                                                                                         |                                                                               |                  | |
| Casa di Giuseppe II, Casa di fusco                                                        | Haus des Joseph II.                                                           | VIII 2, 38-39    | |
| Casa dell’Imperatrice di Russia                                                           | Haus der Kaiserin von Russland                                                | VI 14, 42        | |
| L                                                                                         |                                                                               |                  | |
| Casa del Labirinto                                                                        | Haus des Labyrinths                                                           | VI 11, 9         | |
| Casa di Laocoonte                                                                         | Haus des Laokoon                                                              | VI 14, 30        | |
| Casa del Larario del Sarno                                                                | Haus des Sarno-Larariums                                                      | I 14, 6-7        | |
| Lupanar                                                                                   | Lupanar                                                                       | VII 12, 18       | |
| M                                                                                         |                                                                               |                  | |
| Macellum                                                                                  | Macellum (Markthalle)                                                         | VII 9, 7         | |
| Casa di Marco Lucrezio, Casa di delle Suonatrici                                          |                                                                               | IX 3, 5-24       | |
| Casa di Marco Lucrezio Frontone                                                           | Haus des Marcus Lucrezius Fronto                                              | V 4, a           | |
| Casa di Marcus Surus Garasenus                                                            |                                                                               | VIII 7, 5-6      | |
| Casa di Marcus Terentius Eudoxus                                                          | Haus des Marcus Terentius Eudoxus                                             | VI 13, 6         | |
| Casa del Marinaio Casa di Niobe                                                           | Haus des Seemanns                                                             | VII 15, 2        | |
| Casa di Marte e Venere, Casa delle Nozze di Ercole                                        | Haus der Hochzeit des Herkules                                                | VII 9, 47        | |
| Casa del Medico                                                                           |                                                                               | VIII 3, 10-12    | Besitzer: Aulus Pumponius Magonianus |
| Casa del medico dei gladiatori                                                            |                                                                               | V 5, 1-2         | |
| Casa del Medico Nuovo I, Casa del Dottore                                                 | Haus des Arztes                                                               | VIII 5, 24-25-26 | |
| Casa del Medico Nuovo II                                                                  |                                                                               | IX 9, 3-5        | |
| Casa di Meleagro                                                                          | Haus des Meleager                                                             | VI 9, 2          | |
| Casa del Menandro                                                                         | Haus des Menander                                                             | I 10, 4          | |
| Casa del Moralista, Casa di T. Arrius Polites, Casa di M. Epidius Hymanaeus               | Haus des Sittenpredigers                                                      | III 4, 2-3       | nach Regenfällen fiel am 30. November 2010 eine Mauer ein                                                                                           |
| Casa dei Mosaici Geometrici                                                               | Haus der geometrischen Mosaiken                                               | VIII 2, 14       | nach Regenfällen fiel am 30. November 2010 eine Mauer ein                                                                                           |
| N                                                                                         |                                                                               |                  | |
| Casa di Narcisso                                                                          |                                                                               | VII 12, 17       | Ausgegraben 1862. |
| Casa della nave Europa                                                                    | Haus des Schiffes Europa                                                      | I 15, 3          | |
| Casa del Naviglio, Casa di Zefiro e Flora                                                 |                                                                               | VI 10, 11        | |
| Casa di Nettuno                                                                           | Haus des Neptun                                                               | VI 5, 3          | |
| Casa delle Nozze d’Argento                                                                | Haus der Silberhochzeit                                                       | V 2, 2           | |
| Casa delle Nozze di Nettuno e Anfitrite                                                   | Haus des Neptun und der Amphitrite                                            | IX 2, 27         | |
| Casa di L. Numisius Rarus                                                                 | Haus des L. Numisius Rarus                                                    | VI 14, 27        | |
| O                                                                                         |                                                                               |                  | |
| Osteria della Via di Mercurio                                                             | Gasthaus an der Straße des Merkur                                             | VI 10, 1.19      | Fresken im Hinterzimmer der Schenke (Würfelspieler). Raum b enthielt inzwischen vernichtete erotische Fresken.                                      |
| Casa di Obellio Firmo                                                                     | Haus des Obellius Firmius                                                     | IX 14, 2-4       | |
| Casa di Octavius Quartio                                                                  | Haus des D. Octavius Quartio, fälschlich auch: Haus des Loreius Tiburtinus    | II 2, 2          | |
| Odeion                                                                                    |                                                                               |                  | |
| Officina di Verecundus                                                                    | (Filz-)Werkstatt des Verecundus                                               | IX 7, 5          | Besitzer: Marcus Vecilius Verecundus |
| Casa dell’orefice, Casa di Ifigenia                                                       | Casa di Pinarius Cerialis                                                     | III 4,b          | |
| Casa di Orfeo                                                                             | Haus des Vesonius Primus                                                      | VI 14, 20        | |
| Casa dell’Orso Ferito                                                                     | Haus mit dem verwundeten Bären                                                | VII 2, 45        | |
| P                                                                                         |                                                                               |                  | |
| Casa di Paccia                                                                            | Haus des Paccia                                                               |                  | |
| Palestra grande                                                                           | Große Palästra                                                                |                  | |
| Palestra                                                                                  | Palästra                                                                      | VIII 2, 23       | |
| Panificio di N. Popidio Prisco                                                            | Bäckerei des Numerius Popidius Priscus                                        | VII 2, 22        | |
| Casa di Pansa                                                                             | Haus des Pansa                                                                | VI 6, 1          | Besitzer: Cnaeus Alleius Nigidius Maius |
| Casa di Paquio Proculo                                                                    | Haus des Paquius Proculus, Haus des Cuspius Pansa                             | I 7, 1           | Das Haus kann weder Gaius Cuspius Pansa noch Paquius Proculus sicher zugeschrieben werden.                                                          |
| Casa della Parete Nera                                                                    |                                                                               | VII 4, 59        | |
| Casa delle Pareti Rosse                                                                   |                                                                               | VIII 5, 37       | |
| Casa di Paccius Alexander                                                                 |                                                                               | IX 1, 7          | |
| Casa della Pescatrice                                                                     | Haus des Fischers                                                             | VII 9, 63        | |
| Casa di Pinarius Ceralis                                                                  |                                                                               | III, 4, 4-6      | |
| Casa dei pittori al lavoro                                                                |                                                                               | IX, 12, 9        | |
| Casa del Poeta Tragico                                                                    | Haus des Tragödiendichters                                                    | VI 8, 3-5        | |
| Casa di Popidius Celsinus, Casa della Calce                                               |                                                                               | VIII 5, 28       | |
| Casa di Popidius Montanus                                                                 |                                                                               | IX 7, 9          | |
| Casa di N. Popidius Priscus                                                               |                                                                               | VII 2, 20        | |
| Casa dei Postumii, Casa di Olconio Rufo                                                   | Haus des Holconius Rufus                                                      | VIII 4, 4        | |
| Praedia di Giulia Felice                                                                  | Anwesen der Julia Felix                                                       | II 4, 2          | |
| Scavo del Principe di Montenegro, Casa del Principe di Montenegro                         |                                                                               | VII 16           | Südlicher Teil der Insula occidentalis |
| Casa del Principe di Napoli                                                               | Haus des Fürsten von Neapel                                                   | VI 15, 8         | |
| Casa dei Pigmei                                                                           | Haus der Pygmäen                                                              | IX 5, 9          | |
| Q                                                                                         |                                                                               |                  | |
| Casa dei Quadretti Teatrali                                                               | Haus der Theaterbildchen                                                      | I 6, 11          | |
| Casa dei Quattro Stili                                                                    | Haus der vier Stile                                                           | I 8, 17          | |
| R                                                                                         |                                                                               |                  | |
| Casa del Re di Prussia                                                                    | Haus des Königs von Preußen                                                   | VII 9, 33        | |
| Casa della Regina Margherita                                                              |                                                                               | V 2, 1           | |
| Casa del Ristorante                                                                       | Haus des Restaurants                                                          | IX 5, 14         | |
| S                                                                                         |                                                                               |                  | |
| Casa del sacello iliaco                                                                   |                                                                               | I 6, 4           | |
| Casa del Sacerdos Amandus                                                                 | Haus des Priesters Amandus                                                    | I 7, 7           | |
| Casa di Sallustio                                                                         | Haus des Sallust                                                              | VI 2, 4          | |
| Casa degli Scienziati                                                                     |                                                                               | VI 14, 43        | |
| Casa di Sirico                                                                            |                                                                               | VII 1, 25.47     | Fresko mit der Behandlung des Aeneas durch Iapyx (Vergil Aeneis XII.383-440)                                                                        |
| Casa di M. Spurius Mesor                                                                  |                                                                               | VII 3, 29        | |
| Casa della Statuetta Indiana                                                              |                                                                               | I 8, 4-6         | |
| Casa di Successus                                                                         |                                                                               | I 9, 3           | |
| T                                                                                         |                                                                               |                  | |
| Casa di Taedia Secunda                                                                    |                                                                               | I 13, 4-5        | |
| Tempio della Fortuna Augusta                                                              |                                                                               | VII 4, 1         | |
| Tempio di Apollo                                                                          | Tempel des Apollon                                                            |                  | |
| Tempio di Giove                                                                           | Tempel des Jupiter                                                            | VII 8, 1         | |
| Tempio di Giove Meilichios                                                                | Tempel des Zeus Meilichios                                                    | VIII 7, 25       | |
| Tempio di Iside                                                                           | Tempel der Isis                                                               | VIII 7, 28       | |
| Tempio di Venere                                                                          | Tempel der Venus                                                              |                  | |
| Tempio di Vespasiano                                                                      | Tempel des Vespasian                                                          |                  | |
| Casa di Terentio Neo                                                                      | Haus des Terentius Neo                                                        | VII 2, 6         | |
| Terme centrali                                                                            | Zentralthermen                                                                | IX, 4            | |
| Terme del Foro                                                                            | Forumsthermen                                                                 | VII 5, 24        | |
| Terme Stabiani                                                                            | Stabianer Thermen                                                             |                  | |
| Terme Suburbane                                                                           | Vorstadtthermen                                                               |                  | Bekannt vor allem durch das Fries an der Südwand des Auskleideraums (Apodyterium) mit der Darstellung verschiedener Positionen beim Geschlechtsakt. |
| Casa di Titus Dentatius Panthera, Casa di Bellerofonte, Casa della Principessa Margherita |                                                                               | IX 2, 16         | |
| Casa del Torello                                                                          |                                                                               | V 1, 7           | |
| Casa di Trebio Valente                                                                    | Haus des Trebius Valens                                                       | III 2, 1         | Besitzer: Aulus Trebius Valens Nach Regenfällen fiel nach Angaben des Bürgermeisters von Pompei am 6. November 2010 eine Mauer ein.                 |
| Casa del Triclinio, Casa di Bacco                                                         |                                                                               | V 2, 4           | |
| Casa del Triclinio Estivo                                                                 | Haus des Sommertrikliniums                                                    | II 9, 7          | |
| Casa di Trittolemo                                                                        | Haus des Triptolemus                                                          | VII 7, 5         | |
| U                                                                                         |                                                                               |                  | |
| Casa di Umbricio Scauro                                                                   | Haus des Umbricius Scaurus                                                    | VII 16, 15       | Durch mehrere Mosaike als Haus eines Garum-Händlers identifiziert.                                                                                  |
| V                                                                                         |                                                                               |                  | |
| Casa dei Vasi di Vetro                                                                    |                                                                               | VI 5, 5          | |
| Casa della Venere in Bikini                                                               | Haus der Venus im Bikini                                                      | I 11, 6-7        | |
| Casa della Venere in Conchiglia                                                           | Haus der Venus in der Muschel                                                 | II 3, 3          | |
| Casa delle Vestali                                                                        | Haus der Vestalinnen                                                          | VI 1, 7          | |
| Casa dei Vettii                                                                           | Haus der Vettier                                                              | VI 15, 1         | |
| Casa di Vibio                                                                             | Haus des Vibius                                                               | VII 2, 18        | |
| Villa del Cicerone                                                                        | Villa des Cicero                                                              | HGW06            | |
| Villa de Diomede                                                                          | Villa des Diomedes                                                            | HGW24            | |
| Villa Imperiale                                                                           | Villa Imperiale                                                               | VIII 1           | |
| Villa dei Misteri, Villa Item                                                             | Mysterienvilla                                                                |                  | |